# Stosunki Islandii z Unią Europejską

Islandia i Unia Europejska

Relacje między Islandią a Unią Europejską opierają się przede wszystkim na członkostwie Islandii w Europejskim Obszarze Gospodarczym (EOG), który zapewnia krajowi dostęp do wspólnego rynku Unii Europejskiej (UE). 16 lipca 2009, po pięciu dniach debaty, islandzki parlament (Althing) zagłosował za złożeniem wniosku akcesyjnego, który został jednak wycofany przez rząd w 2015 roku.
Od 2023 roku Islandia rozwija także współpracę z Unią w zakresie bezpieczeństwa i obronności, a w lipcu 2025 roku rozpoczęto formalne rozmowy o partnerstwie strategicznym. Rząd zapowiedział możliwość przeprowadzenia referendum w sprawie członkostwa do 2027 roku, a poparcie społeczne dla integracji z UE rośnie.

## Podłoże
Islandia jest członkiem Europejskiego Stowarzyszenia Wolnego Handlu (EFTA), razem z Norwegią, Szwajcarią i Liechtensteinem. W 1994, Islandia i jej partnerzy z EFTA – z wyjątkiem Szwajcarii, która odrzuciła porozumienie w referendum – podpisali porozumienie o Europejskim Obszarze Gospodarczym, które umożliwia im uczestnictwo w europejskim wspólnym rynku bez pełnego członkostwa w UE. Do 2025 roku Islandia wdrożyła ponad 70% regulacji UE obowiązujących w ramach EOG. W ostatnich latach Urząd Nadzoru EFTA kilkukrotnie wzywał Islandię do szybszego wdrażania dyrektyw, m.in. w zakresie ochrony środowiska i lotnictwa cywilnego.
W latach 1995–2007 rządząca koalicja Partii Niepodległości i Partii Postępu sprzeciwiała się członkostwu w UE, podczas gdy opozycyjna partia Sojusz popierała negocjacje akcesyjne.
W 2006 roku premier Halldór Ásgrímsson przewidywał przystąpienie Islandii do UE w 2015, co spotkało się z krytyką m.in. Geira Haarde'a, który jako premier i minister spraw zagranicznych wielokrotnie wyrażał sprzeciw wobec integracji. Dodał, że decydującym czynnikiem będzie przyszłość i rozmiar strefy euro, niezależnie od tego, czy Dania, Szwecja i Wielka Brytania wprowadzą euro, czy też nie. Przewidywania te spotkały się z krytyką, także wśród ludzi z jego własnego rządu.
Po wyborach parlamentarnych w 2007, Partia Niepodległości i Sojusz utworzyły nową koalicję z polityką nie ubiegania się o członkostwo, lecz ustanowienia specjalnego pełnomocnictwa, które będzie rozważać wszystkie możliwe skutki wejścia Islandii do UE.

## Efekt kryzysu finansowego w 2008
17 maja 2008, na spotkaniu z członkami swojej partii, Geir Haarde powiedział, że wierzy iż koszt przyłączenia do UE przeważy korzyści, dlatego nie opowiada się za członkostwem. Jednak w październiku 2008, podczas rozmów nad repatriacją części zainwestowanych za granicą funduszy emerytalnych (ponieważ Islandia szczególnie mocno odczuła kryzys finansowy we wrześniu 2008), związki zawodowe zażądały, by Islandia wystąpiła o członkostwo w UE w zamian za ograniczenie płac. Kryzys ten doprowadził do największego załamania sektora bankowego względem PKB w historii nowoczesnej gospodarki, czyniąc z Islandii symbol globalnej niestabilności finansowej.
30 października 2008, Þorgerður Katrín Gunnarsdóttir, minister edukacji powiedziała, że „Islandia musi określić swoje długoterminowe interesy narodowe i częścią tego jest korekta reżimu waluty, wliczając w to możliwość złożenia wniosku o członkostwo w UE”. Dodała, że dyskusja nad wnioskiem powinna trwać „tygodnie, nie miesiące”.
Kilka dni później, 17 listopada 2008, Partia Niepodległości ogłosiła, że kongres partyjny odbędzie się w styczniu 2009, zamiast na jesieni 2009 i wtedy ponownie rozważona zostanie możliwość wystąpienia o członkostwo w UE. Partia Postępu również ogłosiła, że jej kongres odbędzie się wcześniej, po czym dwóch antyunijnych posłów (w tym przywódca partii) zrezygnowało z mandatów. Zostali zastąpieni przez posłów pro-unijnych.
30 stycznia 2009, Komisarz ds. Rozszerzenia UE – Olli Rehn oświadczył, że myśli, iż Islandia może dołączyć w tym samym czasie co Chorwacja, której wejścia do Wspólnoty oczekuje się do 2011. Powiedział również, że Islandia nie będzie musiała długo ubiegać się o członkostwo, że oczekuje przeprowadzenia referendum przez nowy centrolewicowy rząd, a także iż cały proces może być znacznie szybszy, niż wcześniejsze rozszerzenia, ponieważ Islandia, jako członek EOG, już wprowadziła w życie około 2/3 prawa UE. W  roku 2025 temat kryzysu z 2008 roku ponownie powraca w debacie publicznej. Premier Kristrún Frostadóttir często podkreśla, że decyzje o przyszłości Islandii powinny wynikać z pozytywnej wizji, a nie lęku przed powtórką dawnych wydarzeń. Dyskusja o członkostwie w UE toczy się obecnie w kontekście wysokich kosztów kredytów hipotecznych, ograniczonej stabilności waluty oraz poszukiwania długoterminowego bezpieczeństwa gospodarczego.

## Zmiana polityki wobec UE po wyborach w 2009
Islandzki minister finansów Steingrímur J. Sigfússon, przed pierwszymi wyborami po upadku systemu bankowego w roku 2008, oświadczył, że jakakolwiek decyzja dotycząca dołączenia Islandii do Unii Europejskiej i przyjęcia wspólnej waluty powinna zostać podjęta przez cały naród, a nie jedną partię polityczną. Kwestia członkostwa kraju w UE była największą groźbą dla stabilności koalicji. W 2025 roku Steingrímur J. Sigfússon, obecnie komentator polityczny, podtrzymuje swoje stanowisko, wskazując, że decyzja o członkostwie powinna być poprzedzona szeroką debatą społeczną i referendum.
Podczas wyborów parlamentarnych, które nastąpiły po kryzysie finansowym Partia Postępu poparła ubieganie się o członkostwo w UE, natomiast Partia Niepodległości wezwała o przeprowadzenie referendum przed początkiem negocjacji. Partia Sojusz uczyniła z wejścia do UE kluczową kwestię swojej kampanii. W wyniku kryzysu finansowego z 2008 roku oraz rosnącej presji społecznej, nowy rząd koalicyjny Partii Socjaldemokratycznej i Ruchu Zieloni-Lewica zdecydował się na rozpoczęcie procesu aplikacyjnego do Unii Europejskiej.
Po zwycięstwie prounijnej socjaldemokratycznej partii Sojusz premier Jóhanna Sigurðardóttir powiedziała, że najpilniejszymi zadaniami będzie złożenie wniosku o członkostwo w Unii Europejskiej oraz przyjęcie euro w ciągu czterech lat. Założenia te mają być drogą do ograniczenia krajowego długu.
Pod koniec kwietnia 2009 ogłoszono, że Wielka Brytania, państwo członkowskie Unii Europejskiej, które z Islandią łączy długa historia rybołówstwa oraz sporów terytorialnych, dotyczących wód, poparło dążenia Islandii ws. wejścia do UE.

## Debata parlamentarna 2009
Na początku maja 2009 przepuszczano, że wystąpienie o członkostwo w UE nastąpi prawdopodobnie z lewej strony parlamentu, ponieważ Sojusz, Partia Postępu oraz Ruch Obywatelski posiadały wystarczająco miejsc w parlamencie, by przegłosować złożenie wniosku. Jednak Sigmundur Davíð Gunnlaugsson, lider Partii Postępu, zdecydowanie sprzeciwił się pomysłowi, że jego partia pomogłaby rządowi w tej sprawie.
10 maja 2009 premier Jóhanna Sigurðardóttir ogłosiła, że rząd będzie zmierzać w kierunku członkostwa szybciej, niż poprzednio oczekiwano, a odpowiedni projekt ustawy zostanie przedstawiony przed parlamentem 15 maja 2009, co pozwoli na rozpoczęcie rozmów akcesyjnych z UE. Oświadczyła również, że jest pewna, iż akty prawne zostaną uchwalone, ponieważ większość parlamentarna jest zabezpieczona, pomimo formalnego sprzeciwu, wobec rozmów z UE, ze strony koalicjanta. Powiedziała także, że spodziewa się złożenia oficjalnego wniosku nie później niż w lipcu 2009. Dzięki temu Islandia mogłaby dołączyć do UE razem z Chorwacją w 2011, jak przewidywał Komisarz ds Rozszerzenia UE – Olli Rehn.
Wniosek o złożenie podania o członkostwo został oficjalnie przedstawiony w parlamencie w dniu 25 maja 2009. Głosowanie miało odbyć się 13 lipca, zostało jednak przełożone na 16 lipca. Pierwsza propozycja Partii Niepodległości, by rozpisać referendum ws. złożenia wniosku o członkostwo została odrzucona stosunkiem głosów 32 do 30, przy jednym wstrzymującym się. Kolejne głosowanie dotyczyło wniosku Sojuszu, by natychmiast ubiegać się o członkostwo. Propozycja ta została zaakceptowana stosunkiem głosów 33 do 28, przy czym dwie osoby wstrzymały się. Oficjalne podanie o członkostwo w UE Islandia złożyła 17 lipca 2009.
Sprawując prezydencję w UE, Szwecja zapowiedziała, że proces akcesji do UE będzie priorytetem Islandii w najbliższych latach.

### Stanowiska partii ws członkostwa w UE
| Grupa                     | Partia | Partia                | Stanowisko | Główny argument |
| ------------------------- | ------ | --------------------- | ---------- | --- |
| Rząd                      |        | Sojusz                | Tak        | „Chcemy zwrócenia się o członkostwo w UE i rozpoczęcia negocjacji. Będziemy szukać jedności narodowej w tej sprawie i używać ogólnokrajowego referendum jako najwyższego sądu.”                     |
| Rząd                      |        | Ruch Zieloni-Lewica   | Nie        | „Członkostwo w UE zmniejszy niezależność Islandii nawet bardziej niż umowa o EOG i zagrozi kontroli Islandii nad jej zasobami.”                                                                     |
| Opozycja                  |        | Partia Niepodległości | Nie        | „Partia Niepodległości utrzymuje, że interesy Islandii są najlepiej zabezpieczone przez pozostawanie na zewnątrz UE, podczas gdy prowadzone są bliskie, zdrowe stosunki oparte na kontrakcie o EOG” |
| Opozycja                  |        | Partia Postępu        | Tak        | ”...jeśli osobiste i biznesowe prawa będą chronione, zwłaszcza w odniesieniu do rybołówstwa i rolnictwa; oraz jeśli rozmowy akcesyjne będą prowadzone otwarcie i demokratycznie”.                   |
| Opozycja                  |        | Ruch Obywatelski      | Tak        | [ 40 ] |
| Brak miejsc w parlamencie |        | Partia Liberalna      | Nie        | Stanowisko wobec UE zostało uzgodnione na zebraniu członków partii w styczniu 2009. |

## Opinia publiczna
W związku z planowanym rozpoczęciem rozmów akcesyjnych ośrodki badawcze przeprowadziły wśród opinii publicznej wiele różnych ankiet. Pytania dotyczyły głównie wejścia do UE oraz przyjęcia euro, czyli przystąpienia do Strefy euro.
| Data                 | Sondaż                                               | Pytanie                                | Tak   | Nie   | Brak zdania |
| -------------------- | ---------------------------------------------------- | -------------------------------------- | ----- | ----- | ----------- |
| Sierpień 2005        | Capacent Gallup dla Federacji Przemysłu Islandzkiego | Rozpoczęcie negocjacji                 | 55,0% | 37,0% | 8,0%        |
| Sierpień 2005        | Capacent Gallup dla Federacji Przemysłu Islandzkiego | Dołączenie do UE                       | 43,0% | 37,0% | 20,0%       |
| Sierpień 2005        | Capacent Gallup dla Federacji Przemysłu Islandzkiego | Przyjęcie euro                         | 37,0% | 54,0% | 9,0%        |
| Luty 2006            | Fréttablaðið                                         | Dołączenie do UE                       | 34,0% | 42,0% | 24,0%       |
| Wrzesień 2007        | Capacent Gallup                                      | Rozpoczęcie negocjacji                 | 59%   | 26%   | 15%         |
| Wrzesień 2007        | Capacent Gallup                                      | Dołączenie do UE                       | 48%   | 34%   | 18%         |
| Wrzesień 2007        | Capacent Gallup                                      | Przyjęcie euro                         | 53%   | 37%   | 10%         |
| Luty 2008            | Fréttablaðið                                         | Dołączenie do UE                       | 55,1% | 44,9% | –           |
| Luty 2008            | Fréttablaðið                                         | Więcej powodów niż w zeszłym roku      | 54,7% | 7,3%  | 38,1%       |
| 24 listopada 2008    | Fréttablaðið                                         | Złożenie wniosku                       | 60%   | 40%   | –           |
| Styczeń 2009         | [ 47 ]                                               | Dołączenie do UE                       | 38%   | 38%   | 24%         |
| Styczeń 2009         | [ 48 ]                                               | Złożenie wniosku                       | 40%   | 60%   | –           |
| Marzec 2009          | [ 49 ]                                               | Rozpoczęcie negocjacji                 | 64%   | 28%   | 8%          |
| 5 maja 2009          | Capacent Gallup                                      | Rozpoczęcie negocjacji                 | 61%   | 27%   | 12%         |
| 5 maja 2009          | Capacent Gallup                                      | Dołączenie do UE                       | 39%   | 39%   | 22%         |
| 30 lipca 2009        | Fréttablaðið                                         | Rozpoczęcie negocjacji                 | 51%   | 36%   | 13%         |
| 4 sierpnia 2009      | Capacent Gallup                                      | Dołączenie do UE                       | 34,7% | 48,5% | 16,9%       |
| 15 września 2009     | Capacent Gallup                                      | Dołączenie do UE                       | 32,7% | 50,2% | 17%         |
| 5 listopada 2009     | Bifröst University Research Institute                | Przystąpienie                          | 29,0% | 54%   | 17%         |
| 5 listopada 2009     | Bifröst University Research Institute                | Rozpoczęcie negocjacji                 | 50,5% | 42,5% | 7%          |
| 28 lutego 2010       | Capacent Gallup                                      | Dołączenie do UE                       | 33,3% | 55,9% | 10,8%       |
| 5 marca 2010         | Capacent Gallup                                      | Dołączenie do UE                       | 24,4% | 60%   | 15,5%       |
| 5 marca 2010         | Capacent Gallup                                      | Referendum akcesyjne dziś              | 30,5% | 69,4% | –           |
| 14 czerwca 2010      | MMR                                                  | Wycofanie wniosku o członkostwo        | 57,6% | 24,3% | 18,1%       |
| 6 lipca 2010         | Capacent Gallup                                      | Dołączenie do UE                       | 26,0% | 60,0% | 14,0%       |
| 2 września 2010      | Capacent Gallup                                      | Rozpoczęcie negocjacji                 | 38,8% | 45,5% | 15,7%       |
| 29 września 2010     | Fréttablaðið                                         | Kontynuowanie negocjacji               | 64,2% | 32,8% | 3,0%        |
| 24 stycznia 2011     | Fréttablaðið                                         | Kontynuowanie negocjacji               | 65,4% | 34,6% | –           |
| 10 marca 2011        | Capacent Gallup                                      | Dołączenie do UE                       | 31.4% | 50,5% | 18,0%       |
| 10 marca 2011        | Capacent Gallup                                      | Referendum akcesyjne dziś              | 38.9% | 61,1% | –           |
| 17 marca 2011        | MMR                                                  | Przystąpienie                          | 30%   | 55,7% | 14,2%       |
| 16 czerwca 2011      | Capacent Gallup                                      | Dołączenie do UE                       | 37,3% | 50,1% | 12,6%       |
| 30 czerwca 2011      | Capacent Gallup                                      | Wycofanie wniosku o członkostwo        | 51,0% | 38,5% | 10,5%       |
| 11 sierpnia 2011     | Capacent Gallup                                      | Dołączenie do UE                       | 35,5% | 64,5% | –           |
| 12 września 2011     | Fréttablaðið                                         | Kontynuowanie negocjacji               | 63,4% | 36,6% | –           |
| 16 listopada 2011    | MMR                                                  | Wycofanie wniosku o członkostwo        | 50,5% | 35,3% | 14,2%       |
| 17 listopada 2011    | Capacent Gallup                                      | Kontynuowanie negocjacji               | 53,1% | 46,9% | –           |
| 19 stycznia 2012     | Capacent Gallup                                      | Dołączenie do UE                       | 31,5% | 53,5% | 15,0%       |
| 19 stycznia 2012     | MMR                                                  | Przyjęcie euro                         | 28,0% | 52,0% | 20,0%       |
| 22 lutego 2012       | Capacent Gallup                                      | Dołączenie do UE                       | 26.3% | 56,2% | 17,5%       |
| 22 lutego 2012       | Capacent Gallup                                      | Referendum akcesyjne dziś              | 32,6% | 67,4% | –           |
| 22 lutego 2012       | Capacent Gallup                                      | Wycofanie wniosku o członkostwo        | 43,6% | 42,6% | 13,9%       |
| 27 kwietnia 2012     | Uniwersytet Islandzki                                | Dołączenie do UE                       | 27,5% | 53,8% | 18,7%       |
| 15 października 2012 | Capacent Gallup                                      | Dołączenie do UE                       | 27,3% | 57,6% | 15,0%       |
| 12 listopada 2012    | Capacent Gallup                                      | Wycofanie wniosku o członkostwo        | 36,4% | 53,5% | 9,9%        |
| 18 stycznia 2013     | Fréttablaðið                                         | Kontynuowanie negocjacji               | 48,5% | 36,4% | 15,0%       |
| 13 lutego 2013       | MMR                                                  | Dołączenie do UE                       | 24,2% | 63,3% | 12,5%       |
| 6 marca 2013         | Capacent Gallup                                      | Dołączenie do UE                       | 25,1% | 58,5% | 16,5%       |
| 6 marca 2013         | Capacent Gallup                                      | Referendum akcesyjne dziś              | 30,0% | 70,0% | –           |
| 6 marca 2013         | Capacent Gallup                                      | Wycofanie wniosku o członkostwo        | 43,5% | 44,6% | 11,9%       |
| 15 marca 2013        | Capacent Gallup                                      | Kontynuowanie i dokończenie negocjacji | 54,0% | 35,0% | 11,0%       |
| 23 kwietnia 2013     | Uniwersytet Islandzki                                | Dołączenie do UE                       | 27,6% | 52,2% | 20,2%       |
| 23 kwietnia 2013     | Uniwersytet Islandzki                                | Kontynuowanie negocjacji               | 52,7% | 30,7% | 16,5%       |
| 29 stycznia 2016     | MMR                                                  | Dołączenie do UE                       | 36,2% | 46,0% | 16,8%       |
| 29 września 2016     | MMR                                                  | Dołączenie do UE                       | 28,2% | 50,6% | 21,2%       |
| 13 marca 2025        | MMR                                                  | Wznowienie negocjacji                  | 51,0% | 35,0% | 14,0%       |
| 13 kwietnia 2025     | Capacent Gallup                                      | Dołączenie do UE                       | 44,0% | 36,0% | 20,0%       |

## Proces akcesyjny
By zostać członkiem UE, kraj ubiegający się o to najpierw wyraża zgodę, przedstawiając wniosek o przyjęcie, następnie musi zostać zakwalifikowany jako kraj kandydujący. Aby mogło to mieć miejsce konieczne jest spełnienie kryteriów kopenhaskich: w kraju kandydującym musi istnieć silna demokracja, a także szacunek dla praw człowieka. Jeśli warunki te są spełnione, negocjacje koncentrują się na spełnieniu kryteriów gospodarczych oraz stopniu w jakim kraj przyjął ustawodawstwo unijne. Islandia została uznana za kraj spełniający kryteria kopenhaskie już w czerwcu 2010 roku, co umożliwiło formalne rozpoczęcie negocjacji akcesyjnych z UE.
Komisarz ds Rozszerzenia UE, Olli Rehn, stwierdził, że negocjacje w sprawie Traktatu Akcesyjnego trwałyby mniej niż rok, ponieważ Islandia wprowadziła już 2/3 prawodawstwa UE, dzięki członkostwu w EOG. Według sekretariatu EFTA, Islandia wdrożyła około 6,5% unijnego prawodawstwa, co było argumentem używanym przez przeciwników akcesji. Różnice w szacunkach wynikały z odmiennego sposobu liczenia aktów prawnych objętych porozumieniem EOG. Jednak kilkakrotnie stwierdzał także, że mogą przeciągnąć się do czterech lat. Antyunijni lobbyści są jednak zdania, że Islandia przyjęła jedynie około 6,5% prawodawstwa UE, choć zaznaczają, że żaden kraj w UE nie przyjął wszystkich regulacji unijnych. 30 stycznia 2009 Rehn zauważył, że Islandia mogłaby wejść do Unii Europejskiej w 2011, razem z Chorwacją, ponieważ Islandia to kraj o starej demokratycznej tradycji, lecz jednocześnie zaznaczył, że kraj ten nie powinien być traktowany wyjątkowo. Przewiduje się, że na największe trudności w negocjacjach politycy napotkają przy omawianiu islandzkiej polityki rybnej i wielorybniczej.
16 lipca 2009 Althing zagłosował za przystąpieniem do rozmów stowarzyszeniowych z UE (rozkład głosów: 33 głosy za przystąpieniem, 28 przeciwko, 2 posłów wstrzymało się). Dyrektor komisji parlamentarnej do spraw UE, Árni Þór Sigurðsson, oświadczył, że Islandia nie będzie gotowa dołączyć do UE wcześniej niż w 2013.
17 lipca 2009 wniosek o członkostwo w UE został przekazany rządowi Szwecji, która wówczas sprawowała prezydencję w Radzie Unii Europejskiej, poprzez ambasadora Islandii w Sztokholmie.
Unia Chrześcijańsko-Społeczna w Bawarii w Niemczech oświadczyła, że jest przeciwna islandzkiej akcesji.
W połowie czerwca 2013 nowy prawicowy rząd wstrzymał negocjacje akcesyjne.Decyzja o wstrzymaniu negocjacji była wynikiem zmiany rządu na eurosceptyczny gabinet centroprawicowy, który uznał, że interesom Islandii lepiej służy pozostanie poza strukturami UE. W marcu 2015 roku minister spraw zagranicznych Gunnar Bragi Sveinsson oficjalnie poinformował UE o wycofaniu kandydatury.

## Euro
Ze względu na kłopoty islandzkiej waluty, rząd ma zbadać możliwość przyjęcia euro, bez przystępowania do UE.  2009 roku premier Geir Haarde stwierdził, że przyjęcie euro nie byłoby korzystne dla Islandii, ponieważ kraj nie spełnia kryteriów konwergencji, a rezygnacja z korony mogłaby ograniczyć niezależność monetarną. Unia Europejska utrzymuje jednak, że Islandia nie może przystąpić do unii gospodarczej i walutowej bez stania się pełnoprawnym członkiem. Kilka krajów europejskich ma zezwolenie na przyjęcie euro bez konieczności dołączania do UE: Andora, Monako, San Marino i Watykan. Inne kraje i terytoria Czarnogóra i Kosowo używają euro unilateralnie, bez formalnej zgody lub aprobaty Europejskiego Banku Centralnego. Islandia rozważała podobne rozwiązanie, jednak eksperci wskazywali, że jednostronne przyjęcie euro mogłoby pogłębić problemy gospodarcze, zwłaszcza w kontekście braku wpływu na politykę monetarną EBC. W 2014 roku rząd rozważał reformę systemu walutowego, ale ostatecznie zrezygnowano z planów euroizacji.

## Współpraca obronna i bezpieczeństwo
W lipcu 2025 roku premier Kristrún Frostadóttir oraz przewodnicząca Komisji Europejskiej Ursula von der Leyen ogłosiły rozpoczęcie rozmów o partnerstwie obronnym między Islandią a Unią Europejską. Porozumienie ma charakter niezależny od członkostwa Islandii w NATO i nie wymaga przystąpienia do UE. Zakres współpracy obejmuje m.in. reagowanie na zagrożenia hybrydowe, ochronę ludności cywilnej, cyberbezpieczeństwo oraz inwestycje w infrastrukturę krytyczną. Islandia uzyskała również dostęp do programu SAFE, który wspiera europejskie projekty obronne o wartości ponad 150 miliardów euro rocznie.

## Referendum i zmiana kursu politycznego po 2024 roku
Po wyborach parlamentarnych w grudniu 2024 roku nowy rząd, zdominowany przez partie socjaldemokratyczne i liberalne, zapowiedział wznowienie procesu akcesyjnego. Premier Frostadóttir ogłosiła utworzenie panelu ekspertów, który ma ocenić skutki ewentualnego członkostwa w UE oraz przyjęcia euro. Referendum w sprawie przystąpienia do Unii Europejskiej ma odbyć się najpóźniej do 2027 roku. Według sondażu Maskína z czerwca 2024 roku, ponad 54% Islandczyków opowiada się za członkostwem, a większość uważa, że ich gospodarstwa domowe skorzystałyby finansowo na integracji.

## Turystyka, migracja i napięcia społeczne
Wraz z rosnącą liczbą turystów – w tym znaczącym udziałem Polaków – pojawiły się kontrowersje dotyczące wpływu masowej turystyki na środowisko i infrastrukturę Islandii. W 2025 roku rząd rozważa wprowadzenie nowego podatku turystycznego, który miałby ograniczyć liczbę odwiedzających i wesprzeć lokalne zasoby. Propozycja budzi sprzeciw branży turystycznej, w tym Icelandair, który ostrzega przed negatywnym wpływem na gospodarkę i siatkę połączeń lotniczych. W debacie publicznej pojawiają się również głosy krytyczne wobec pracowników sezonowych z Europy Środkowo-Wschodniej, co nadaje sprawie wymiar społeczny i polityczny.